# Ettringer tufsteen

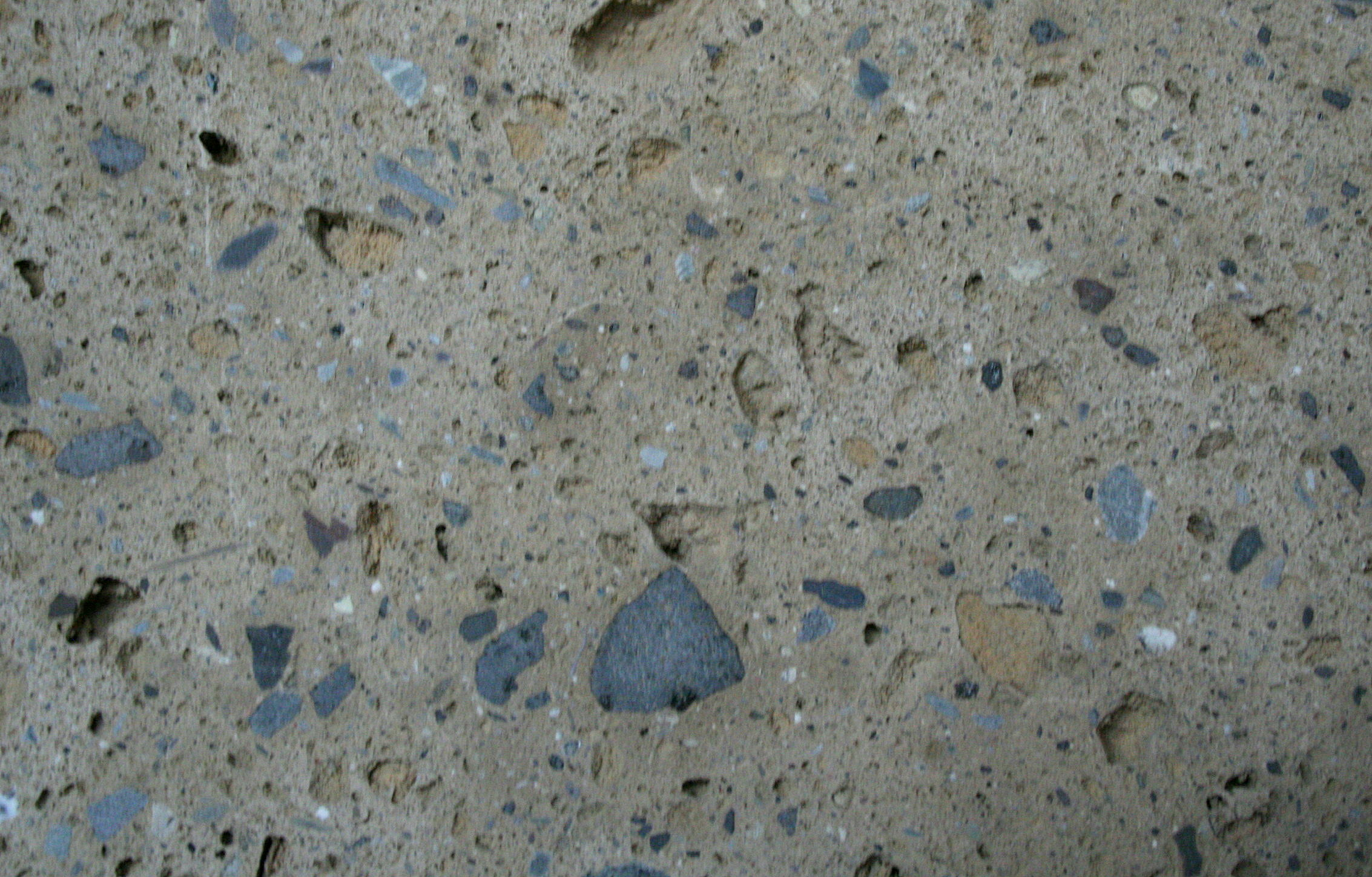
Ettringer tufsteen. Hier is goed te zien hoe de steen donkere insluitsels van basalt, lei en kwarts bevat. De donkergele plekken zijn zandige bimsplekken

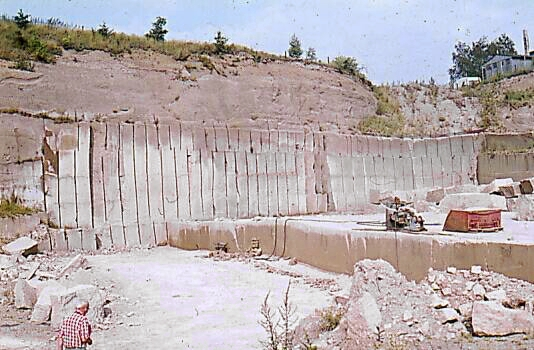
Ettringer tufsteengroeve

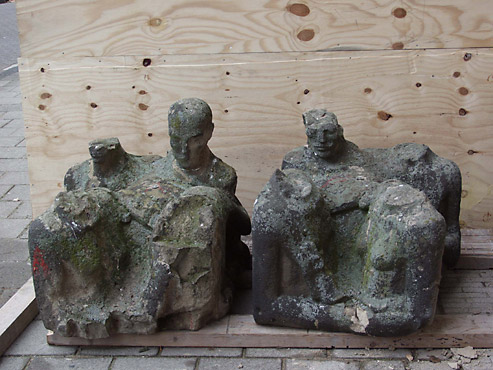
Een deel van 'Menselijke Energie' door Hildo Krop, uit 1923, in Ettringer tufsteen. De verweringsschade is op deze foto anno 2004 goed te zien.

Ettringer tufsteen is een variant van tufsteen die gewonnen wordt in steengroeven nabij het dorp Ettringen in de oostelijke Eifel in Duitsland. Deze steen werd al langer kleinschalig gewonnen, maar pas na 1850 werd er op grote schaal gebruik van gemaakt voor de restauratie van monumenten. Ettringer tuf is veel ingezet als vervanger van Römer tufsteen, die echter in de juiste kwaliteit veel fijner van structuur is en eveneens weervaster.

## Gebruik in restauraties
Ettringer tufsteen is tot in de jaren tachtig van de twintigste eeuw veel toegepast bij de restauratie van kerkgebouwen, voor ornamentwerk en geprofileerde delen aan bruggen en gebouwen, zoals bijvoorbeeld bij gebouwen in de stijl van de Amsterdamse School, en voor beeldhouwwerk. Een deel van dat werk vertoont nu scheuren of begint ronduit gevaarlijk te worden vanwege kans op vallende stukken. Geleidelijk aan wordt veel hiervan inmiddels vervangen door kopieën in weersbestendiger steensoorten, zoals Tepla trachiet, andere tuffen of zelfs graniet.

## Schade enverwering
Ettringer tuf neemt vrij makkelijk water op, maar staat dit wat moeilijker weer af, waardoor deze tuf op den duur gevoelig is voor vorstschade. Na verloop van tientallen jaren tot een eeuw begint deze steen dan ook ernstige scheuren te vertonen. Vanwege het grillige verloop van deze scheuren passen de brokstukken als een puzzel ineen en blijven vaak jarenlang alleen nog hangen omdat ze zijn ingeklemd tussen andere delen.

### Uitzettingsschade
In principe reageert steen net zo op vocht als hout: het zet enigszins uit. Met name bij tufsteen is dit fenomeen goed merkbaar. Het verschil tussen droog en nat bij onverweerde tufsteen bedraagt een halve millimeter per strekkende meter, wat voor steen relatief veel is. Bij verweerde tufsteen, waarvan de mineralen chemisch veranderd zijn, kan dit oplopen tot 1,5 millimeter per meter.
Het gevolg hiervan is dat de oppervlakte vooral bij tufsteen voortdurend uitzet bij regen en krimpt bij droogte, terwijl de kern constant blijft. Dit zal op den duur, afhankelijk van de vochtbelasting, ernstige schade geven. Veelal zal deze schade zich aan de oppervlakte concentreren, en tot gevolg hebben dat de steen 'afbladdert': de huid van de steen wordt afgestoten, een fenomeen dat zich bijvoorbeeld ook bij zoutophoping voordoet.
Bij zwaardere vochtbelasting, met name als het tot in de kern gedrongen is, zal de steen ernstige scheuren gaan vertonen. Zo heeft bijvoorbeeld de steen in de oorspronkelijke situatie zeer langzaam water op kunnen nemen, waardoor dit tot diep in de kleinste poriën heeft kunnen dringen. Als tufsteen daarom nat uit de steengroeve komt en te snel wordt gedroogd, zal dit grote spanningen in de steen geven die al snel tot scheurvorming leiden. Ook is de steen in dit stadium zeer gevoelig voor vorstschade, hoewel het wel makkelijker te bewerken is.
De schade aan Ettringer tufsteen is verder onder andere afhankelijk van de kwaliteit van de bank waaruit de tuf gewonnen is.
Een tweede oorzaak van schade is dat tufsteen insluitsels bevat van andere steensoorten als basalt en trachiet, die anders reageren op temperatuur en vocht dan de omringende steen. Ook dit geeft spanningen in de steen.

## Bewerking
Voordelen van Ettringer tufsteen waren dat het makkelijk te verkrijgen was en leverbaar in grote formaten, en dat het een zachte, relatief makkelijk te bewerken steensoort is. Ook heeft deze tuf, ook als het pas bewerkt is, een vrij grove structuur die zeer goed past bij oude gebouwen en aan steen- en beeldhouwwerk een robuuste uitstraling geeft.
Een nadeel van Ettringer tuf is het voorkomen van zowel zeer zachte, gele, zanderige plekken (bims), als veel hardere delen zoals basalt, leisteen en kwarts, afkomstig van stenen die door de vulkanische explosie uiteengespat zijn, ten tijde van de vorming van de tuflaag. De steen is niet geschikt voor fijn gedetailleerd werk, omdat bij het houwen in deze steen de hardere delen vaak eruit geslagen worden, terwijl de grote bimsplekken ervoor zorgen dat op die plaatsen detaillering onmogelijk is. Bij verwering wordt al heel snel de bims eruit gespoeld, waardoor er veel gaten in de steen zichtbaar worden.

## Bepalingen voor gebruik
De bimsgaten mogen niet groter zijn dan 2cm², de steen moet een minimale drukvastheid hebben van 30 N/mm², en de stukken basalt, lei en kwarts mogen niet groter zijn dan 1cm².

## Technische eigenschappen
- wateropname 17 %vol
- drukvastheid 21-30 N/mm²
- soortelijke massa 1800 kg/m³